# Dendrobium parnatanum
Dendrobium parnatanum là một loài thực vật có hoa trong họ Lan. Loài này được Cavestro mô tả khoa học đầu tiên năm 2002.